# Cauchy-Riemannsche partielle Differentialgleichungen
Die Cauchy-Riemannschen partiellen Differentialgleichungen (auch: Cauchy-Riemannsche Differentialgleichungen oder Cauchy-Riemann-Gleichungen) im mathematischen Teilgebiet der Funktionentheorie sind ein System von zwei partiellen Differentialgleichungen zweier reell-wertiger Funktionen. Sie schlagen eine Brücke von den reell-differenzierbaren Funktionen {\displaystyle \mathbb {R} ^{2}\rightarrow \mathbb {R} ^{2}} zu den komplex-differenzierbaren der (komplexen) Funktionentheorie {\displaystyle \mathbb {C} \rightarrow \mathbb {C} }.
Zum ersten Mal tauchen sie 1752 bei d’Alembert auf. Euler verband dieses System 1777 mit den analytischen Funktionen. In einem rein funktionentheoretischen Kontext erscheinen sie 1814 bei Cauchy und 1851 in Riemanns Dissertation.

## Definition
Die Cauchy-Riemannschen Differentialgleichungen (CRDG) sind das System von zwei Differentialgleichungen zweier reellwertiger Funktionen {\displaystyle u,v\colon \mathbb {R} ^{2}\rightarrow \mathbb {R} } in zwei reellen Variablen  {\displaystyle x,\,y}:
{\displaystyle \left.{\begin{aligned}{\frac {\partial u}{\partial x}}(x,y)&={\frac {\partial v}{\partial y}}(x,y)&\qquad \\{\frac {\partial u}{\partial y}}(x,y)&=-{\frac {\partial v}{\partial x}}(x,y)&\qquad \end{aligned}}\right\}} (CRDG)

## Beziehung zu den holomorphen Funktionen
Vergleiche hierzu auch den Abschnitt Erläuterungen im Artikel über holomorphe Funktionen.

### Isomorphie zwischen der reellen Ebene und den komplexen Zahlen
{\displaystyle \mathbb {C} } ist in natürlicher Weise ein zweidimensionaler reeller Vektorraum mit der kanonischen Basis {\displaystyle (1,\mathrm {i} )}. Dies gibt Anlass zu einer natürlichen Identifikation {\displaystyle \mathbb {C} \simeq \mathbb {R} ^{2}}. Ein Punkt {\displaystyle z\in \mathbb {C} } hat die reellen kartesischen Koordinaten {\displaystyle x:=\operatorname {Re} (z),\;y:=\operatorname {Im} (z)\in \mathbb {R} }, oder kurz {\displaystyle z=x+\mathrm {i} y}. Eine komplexwertige Funktion {\displaystyle f:U\subset \mathbb {C} \to \mathbb {C} } auf einer offenen Teilmenge von {\displaystyle \mathbb {C} } kann man daher durch Zerlegung in ihren Real- und Imaginärteil {\displaystyle f\left(x+\mathrm {i} y\right)=u\left(x,y\right)+\mathrm {i} v\left(x,y\right)} als eine {\displaystyle \mathbb {R} ^{2}}-wertige Funktion von zwei reellen Variablen {\displaystyle (x,y)\in {\tilde {U}}:=\{(a,b)\in \mathbb {R} ^{2}\ |\ a+\mathrm {i} b\in U\}} auffassen.

### Komplexe Differenzierbarkeit
Ein wichtiges elementares Resultat der Funktionentheorie ist die Beziehung zwischen den Lösungen der Cauchy-Riemannschen Differentialgleichung und den holomorphen (also den auf einer offenen Menge {\displaystyle U\subseteq \mathbb {C} } komplex differenzierbaren) Funktionen.
Eine Funktion {\displaystyle f} ist auf {\displaystyle U} nämlich genau dann komplex differenzierbar, wenn ihre Entsprechung
{\displaystyle {\widetilde {f}}(x,y)=f(x+\mathrm {i} y)=:u(x,y)+\mathrm {i} v(x,y)} auf {\displaystyle {\widetilde {U}}} (reell) differenzierbar ist und die Funktionen {\displaystyle u} und {\displaystyle v} die Cauchy-Riemannschen Differentialgleichungen erfüllen. In diesem Fall gilt {\displaystyle f'={\tfrac {\partial {\widetilde {f}}}{\partial x}}=-\mathrm {i} {\tfrac {\partial {\widetilde {f}}}{\partial y}}}.
Insbesondere klärt diese Aussage den Zusammenhang zwischen  komplexer und reeller Differenzierbarkeit von Abbildungen der Ebene in die Ebene. Weiter kann sogar gezeigt werden, dass die Begriffe holomorph
und analytisch äquivalent sind. Für weitere äquivalente Charakterisierungen siehe Holomorphe Funktion#Holomorphe Funktionen mehrerer Veränderlicher.

### Herleitung
Wenn {\displaystyle f} in {\displaystyle U} komplex differenzierbar ist, dann existiert
{\displaystyle f'(z_{0})={\frac {\partial f}{\partial z}}(z_{0})=\lim _{\underset {h\in \mathbb {C} }{h\to 0}}{\frac {f(z_{0}+h)-f(z_{0})}{h}}}
für jedes {\displaystyle z_{0}\in U}. Durch Auflösen nach {\displaystyle f(z_{0}+h)} ergibt sich
{\displaystyle f(z_{0}+h)=f(z_{0})+f'(z_{0})\cdot h+r(h)\quad {\text{mit}}\;\lim _{h\rightarrow 0}{\frac {r(h)}{|h|}}=0.}
Zerlegt man {\displaystyle f'(z_{0})=:a+\mathrm {i} b} und {\displaystyle h=\Delta x+\mathrm {i} \Delta y},
so erhält man
{\displaystyle f(x_{0}+\Delta x+\mathrm {i} (y_{0}+\Delta y))=f(x_{0}+\mathrm {i} y_{0})+(a+\mathrm {i} b)\Delta x+(-b+\mathrm {i} a)\Delta y+r(h).}
Dies zeigt, dass {\displaystyle f=u+\mathrm {i} v} total differenzierbar ist und die partiellen Ableitungen
von {\displaystyle u,v} gegeben sind durch
{\displaystyle {\frac {\partial u}{\partial x}}(z_{0})=a={\frac {\partial v}{\partial y}}(z_{0});{\frac {\partial u}{\partial y}}(z_{0})=-b=-{\frac {\partial v}{\partial x}}(z_{0}).}

### Beispiel
Die Funktion {\displaystyle f\colon \mathbb {C} \to \mathbb {C} }, {\displaystyle f(x+\mathrm {i} y)=x^{2}-y^{2}+2\mathrm {i} {xy}} ist holomorph, denn ihr Realteil {\displaystyle u(x,y)=x^{2}-y^{2}} und ihr Imaginärteil {\displaystyle v(x,y)=2xy} sind reell differenzierbar und es gilt
{\displaystyle {\frac {\partial u}{\partial x}}(x,y)=2x={\frac {\partial v}{\partial y}}(x,y)},
{\displaystyle {\frac {\partial u}{\partial y}}(x,y)=-2y=-{\frac {\partial v}{\partial x}}(x,y)}.

## Weitere Eigenschaften

### Polarkoordinaten
Man kann die Cauchy-Riemannschen Differentialgleichungen auch in anderen Koordinaten als den kartesischen darstellen. Im Folgenden wird die Darstellung in Polarkoordinaten erläutert. Eine Darstellung einer komplexen Zahl in Polarform ist {\displaystyle z=r\mathrm {e} ^{\mathrm {i} \phi }}. Dies führt dazu, dass man die partiellen Ableitungen von {\displaystyle f} nach {\displaystyle r} beziehungsweise {\displaystyle \phi } zu betrachten hat. Für diese gilt
{\displaystyle {\frac {\partial f}{\partial r}}={\frac {\partial z}{\partial r}}{\frac {\partial f}{\partial z}}=\mathrm {e} ^{\mathrm {i} \phi }f',\,\quad {\frac {\partial f}{\partial \phi }}={\frac {\partial z}{\partial \phi }}{\frac {\partial f}{\partial z}}=\mathrm {i} r\mathrm {e} ^{\mathrm {i} \phi }f'.}
Daraus folgt mit {\displaystyle f=u+\mathrm {i} v}:
{\displaystyle 0={\frac {\partial f}{\partial r}}+{\frac {\mathrm {i} }{r}}{\frac {\partial f}{\partial \phi }}={\frac {\partial u}{\partial r}}+{\frac {\mathrm {i} }{r}}{\frac {\partial u}{\partial \phi }}+\mathrm {i} {\frac {\partial v}{\partial r}}+{\frac {\mathrm {i} ^{2}}{r}}{\frac {\partial v}{\partial \phi }}=\left({\frac {\partial u}{\partial r}}-{\frac {1}{r}}{\frac {\partial v}{\partial \phi }}\right)+\mathrm {i} \left({\frac {1}{r}}{\frac {\partial u}{\partial \phi }}+{\frac {\partial v}{\partial r}}\right).}
Da beide Klammern verschwinden müssen, gilt:
{\displaystyle {\frac {\partial u}{\partial r}}={\frac {1}{r}}{\frac {\partial v}{\partial \phi }}}
und
{\displaystyle {\frac {\partial v}{\partial r}}=-{\frac {1}{r}}{\frac {\partial u}{\partial \phi }}.}
Dies sind die Cauchy-Riemannschen Differentialgleichungen in Polarkoordinaten.

### Beziehung zu den konformen Abbildungen
Die komplexe Darstellung der Cauchy-Riemannschen Differentialgleichungen ist
{\displaystyle 0=f'+\mathrm {i} ^{2}f'={\frac {\partial f}{\partial x}}+\mathrm {i} {\frac {\partial f}{\partial y}}\quad \Rightarrow \quad \mathrm {i} {\frac {\partial f}{\partial x}}={\frac {\partial f}{\partial y}}}
Diese Form der Gleichung entspricht der Forderung, dass in der Matrixdarstellung der komplexen Zahlen die Jacobi-Matrix die folgende Struktur hat
{\displaystyle \left[{\begin{array}{lr}a&-b\\b&a\end{array}}\right]}     mit     {\displaystyle a={\frac {\partial u}{\partial x}}={\frac {\partial v}{\partial y}}\ ,\quad b={\frac {\partial v}{\partial x}}=-{\frac {\partial u}{\partial y}}}
Die zu diesen Matrizen gehörenden linearen Abbildungen sind, sofern {\displaystyle a} und {\displaystyle b} nicht beide null sind, Drehstreckungen im Raum {\displaystyle \mathbb {R} ^{2}}, dabei ist {\displaystyle a=r\,\cos(\phi )} und {\displaystyle b=r\,\sin(\phi )}, wobei {\displaystyle r\neq 0} der Skalierungsfaktor und {\displaystyle \phi } der Drehwinkel ist. Diese Abbildung ist somit winkel- und orientierungstreu; das heißt, der (orientierte) Winkel zwischen zwei Kurven in der Ebene bleibt erhalten. Funktionen, die die Cauchy-Riemannschen Differentialgleichungen erfüllen und deren Ableitung in keinem Punkt verschwindet, sind also konform.

### Darstellung durch den Cauchy-Riemann-Operator
In diesem Abschnitt wird eine kompaktere Schreibweise der Cauchy-Riemannschen Differentialgleichungen aufgezeigt. Dabei wird ersichtlich, dass in {\displaystyle z} holomorphe Funktionen unabhängig vom komplex konjugierten {\displaystyle {\bar {z}}} sein müssen.
Eine komplexe Zahl {\displaystyle z} und ihre komplex konjugierte {\displaystyle {\bar {z}}} hängen mit Realteil {\displaystyle x} und Imaginärteil {\displaystyle y} mittels der Gleichungen
{\displaystyle {\begin{aligned}z&=x+\mathrm {i} y\ ,\ &{\bar {z}}&=x-\mathrm {i} y\\x&={\frac {z+{\bar {z}}}{2}}\ ,\ &y&={\frac {z-{\bar {z}}}{2\mathrm {i} }}\end{aligned}}}
zusammen.
Aufgrund dieses Zusammenhangs erscheint es sinnvoll die Differentialoperatoren
{\displaystyle {\begin{aligned}\partial :={\frac {\partial }{\partial z}}&={\frac {\partial x}{\partial z}}{\frac {\partial }{\partial x}}+{\frac {\partial y}{\partial z}}{\frac {\partial }{\partial y}}={\frac {1}{2}}{\Bigl (}{\frac {\partial }{\partial x}}-\mathrm {i} {\frac {\partial }{\partial y}}{\Bigr )}\\{\bar {\partial }}:={\frac {\partial }{\partial {\bar {z}}}}&={\frac {\partial x}{\partial {\bar {z}}}}{\frac {\partial }{\partial x}}+{\frac {\partial y}{\partial {\bar {z}}}}{\frac {\partial }{\partial y}}={\frac {1}{2}}{\Bigl (}{\frac {\partial }{\partial x}}+\mathrm {i} {\frac {\partial }{\partial y}}{\Bigr )}\end{aligned}}}
zu definieren. Der Operator {\displaystyle {\bar {\partial }}} heißt Cauchy-Riemann-Operator, und der Kalkül dieser Operatoren wird Wirtinger-Kalkül genannt. Mit der komplexen Darstellung der Cauchy-Riemannschen Differentialgleichungen aus dem vorigen Abschnitt erhält man die Gleichung
{\displaystyle 0={\frac {\partial f}{\partial x}}+\mathrm {i} {\frac {\partial f}{\partial y}}=2{\frac {\partial f}{\partial {\bar {z}}}}=2{\bar {\partial }}f\,.}
Hier konnte die partielle Ableitung nach der komplex konjugierten Variable identifiziert werden. Die Gleichung
{\displaystyle {\frac {\partial f}{\partial {\bar {z}}}}=0}   bzw.   {\displaystyle {\bar {\partial }}f=0}
ist eine alternative Darstellung der Cauchy-Riemannschen Differentialgleichungen und bedeutet, dass wenn {\displaystyle f} holomorph ist, es unabhängig von {\displaystyle {\bar {z}}} sein muss. Somit können analytische Funktionen als wirkliche Funktionen einer komplexen Variable anstatt einer komplexen Funktion von zwei reellen Variablen angesehen werden.

### Beziehung zu den harmonischen Funktionen
Seien {\displaystyle u,v} und {\displaystyle f} Funktionen wie im Abschnitt „Isomorphie zwischen der reellen Ebene und den komplexen Zahlen“. Dann sind {\displaystyle u} und {\displaystyle v} harmonische Funktionen, falls {\displaystyle f=u+\mathrm {i} v} holomorph ist. Dann sind nämlich {\displaystyle u} und {\displaystyle v} zweimal stetig differenzierbar (sie sind sogar glatt) und erfüllen die Cauchy-Riemannschen Differentialgleichungen. Beispielsweise für {\displaystyle u} folgt dann mit dem Satz von Schwarz
{\displaystyle {\frac {\partial ^{2}u}{\partial x^{2}}}={\frac {\partial }{\partial x}}\left({\frac {\partial v}{\partial y}}\right)={\frac {\partial }{\partial y}}\left({\frac {\partial v}{\partial x}}\right)=-{\frac {\partial ^{2}u}{\partial y^{2}}}},
also {\displaystyle \Delta u=0} mit dem Laplace-Operator {\displaystyle \Delta }. Eine analoge Rechnung gilt für {\displaystyle v} und ergibt {\displaystyle \Delta v=0}.
Aus dem Lemma von Weyl folgt, dass jede Distribution {\displaystyle T\in {\mathcal {D}}'(\Omega )}, die die Cauchy-Riemannschen Differentialgleichungen im distributionellen Sinn löst, regulär sein muss. Daher sind also auch distributionelle Lösungen der Cauchy-Riemannschen Differentialgleichungen holomorphe Funktionen.

## Physikalische Interpretation
Diese Interpretation verwendet nicht direkt komplexe Variablen. Es sei eine Funktion {\displaystyle f} gegeben mit {\displaystyle f=u-\mathrm {i} v}. Die skalaren Felder {\displaystyle u} und {\displaystyle v} sollen die Cauchy-Riemannschen Differentialgleichungen erfüllen (beachte andere Vorzeichenkonvention):
{\displaystyle {\frac {\partial u}{\partial x}}=-{\frac {\partial v}{\partial y}}\ ,\quad {\frac {\partial v}{\partial x}}={\frac {\partial u}{\partial y}}\;.}
Betrachte nun das Vektorfeld {\displaystyle {\vec {f}}} als reeller dreikomponentiger Vektor:
{\displaystyle {\vec {f}}={\begin{bmatrix}u\\v\\0\end{bmatrix}}\;.}
Dann beschreibt die erste Cauchy-Riemannsche Differentialgleichung die Quellenfreiheit:
{\displaystyle 0={\frac {\partial u}{\partial x}}+{\frac {\partial v}{\partial y}}=\operatorname {div} {\vec {f}}}
und die zweite Gleichung beschreibt die Rotationsfreiheit:
{\displaystyle 0={\frac {\partial v}{\partial x}}-{\frac {\partial u}{\partial y}}=\left[\operatorname {rot} {\vec {f}}\right]_{3}\;.}
Somit ist {\displaystyle {\vec {f}}} quellenfrei und besitzt ein Potential. In der Strömungslehre beschreibt solch ein Feld eine zweidimensionale Potentialströmung.

## Inhomogene Cauchy-Riemannsche Differentialgleichung in einer Veränderlichen

### Definition
Die inhomogene Cauchy-Riemannsche Differentialgleichung hat die Darstellung
{\displaystyle {\bar {\partial }}u=f,}
dabei ist {\displaystyle {\bar {\partial }}} der Cauchy-Riemann-Operator, {\displaystyle f} ist eine gegebene Funktion und {\displaystyle u} ist die gesuchte Lösung. Dass {\displaystyle {\bar {\partial }}u=0} den oben definierten homogenen Cauchy-Riemannschen Differentialgleichungen entspricht, wird weiter oben im Artikel schon angesprochen. Die Theorie der inhomogenen Cauchy-Riemannschen Differentialgleichung ist für Lösungen in {\displaystyle \mathbb {C} } verschieden von Lösungen in {\displaystyle \mathbb {C} ^{n}} mit {\displaystyle n>1} und wird hier in zwei unterschiedlichen Abschnitten angerissen.

### Fundamentallösung
Für Dimension {\displaystyle n=1} ist die Fundamentallösung des Cauchy-Riemann-Operators {\displaystyle \textstyle {\frac {\partial }{\partial {\overline {z}}}}} durch {\displaystyle \textstyle {\frac {1}{\pi z}}} gegeben. Das heißt, die durch die Funktion {\displaystyle \textstyle u(z)={\frac {1}{\pi z}}} erzeugte Distribution löst die Gleichung {\displaystyle \textstyle {\frac {\partial }{\partial {\overline {z}}}}u(z)=\delta }, wobei {\displaystyle \delta } die Delta-Distribution ist. Sei {\displaystyle \textstyle \phi \in C_{c}^{\infty }(\mathbb {C} )} eine glatte Testfunktion mit kompaktem Träger, dann sieht man die Gültigkeit der Aussage aufgrund
{\displaystyle {\begin{aligned}\left({\frac {\partial }{\partial {\overline {z}}}}{\frac {1}{z}},\phi \right)_{{\mathcal {D}}\times {\mathcal {D}}'}&=-{\frac {1}{2\mathrm {i} }}\int _{\mathbb {C} }{\frac {1}{z}}\,{\frac {\partial }{\partial {\overline {z}}}}\phi (z)\mathrm {d} {\overline {z}}\mathrm {d} z\\&=-\lim _{\epsilon \to 0}{\frac {1}{2\mathrm {i} }}\int _{\mathbb {C} \backslash B_{\epsilon }}\left({\frac {1}{z}}\,{\frac {\partial }{\partial {\overline {z}}}}\phi (z)+\phi (z)\,{\frac {\partial }{\partial {\overline {z}}}}{\frac {1}{z}}\right)\mathrm {d} {\overline {z}}\mathrm {d} z\\&=-\lim _{\epsilon \to 0}{\frac {1}{2\mathrm {i} }}\int _{\mathbb {C} \backslash B_{\epsilon }}{\frac {\partial }{\partial {\overline {z}}}}{\frac {\phi (z)}{z}}\mathrm {d} {\overline {z}}\mathrm {d} z\\&=\lim _{\epsilon \to 0}{\frac {1}{2\mathrm {i} }}{\frac {2\mathrm {i} }{2\mathrm {i} }}\int _{\mathbb {R} ^{2}\backslash B_{\epsilon }}\left(i{\frac {\partial }{\partial x}}{\frac {\phi (x+\mathrm {i} y)}{x+\mathrm {i} y}}-{\frac {\partial }{\partial y}}{\frac {\phi (x+\mathrm {i} y)}{x+\mathrm {i} y}}\right)\mathrm {d} x\mathrm {d} y\\&=\lim _{\epsilon \to 0}{\frac {1}{2\mathrm {i} }}\int _{\partial B_{\epsilon }}\left({\frac {\phi (x+\mathrm {i} y)}{x+\mathrm {i} y}}\mathrm {d} x+\mathrm {i} {\frac {\phi (x+\mathrm {i} y)}{x+\mathrm {i} y}}\mathrm {d} y\right)\\&=\lim _{\epsilon \to 0}{\frac {1}{2\mathrm {i} }}\int _{\partial B_{\epsilon }}{\frac {\phi (z)}{z}}\mathrm {d} z\\&=\pi \phi (0).\end{aligned}}}

### Integraldarstellung
Für {\displaystyle f\in C^{k}(\mathbb {C} )} mit {\displaystyle k\geq 1} erhält man mit
{\displaystyle u(\zeta )={\frac {1}{2\pi \mathrm {i} }}\int _{\mathbb {C} }{\frac {f(z)}{z-\zeta }}\mathrm {d} z\mathrm {d} {\bar {z}}}
eine Lösung der inhomogenen Cauchy-Riemannschen Differentialgleichung {\displaystyle {\bar {\partial }}u=f} mit {\displaystyle u\in C^{k}(\mathbb {C} )}.

## Inhomogene Cauchy-Riemannsche Differentialgleichung in mehreren Veränderlichen
Im Folgenden sei {\displaystyle n\in \mathbb {N} } die Dimension des zugrundeliegenden Raum beziehungsweise die Anzahl der Komponenten einer Funktion.

### Definition
Die inhomogene Cauchy-Riemannsche Differentialgleichung hat in mehreren Veränderlichen ebenfalls die Darstellung
{\displaystyle {\bar {\partial }}u=f,}
dabei ist {\displaystyle {\bar {\partial }}} der Dolbeault-Quer-Operator, {\displaystyle f=(f_{1},\ldots ,f_{n})} ist eine gegebene {\displaystyle (0,1)}-komplexe Differentialform mit kompaktem Träger und {\displaystyle u} ist die gesuchte Lösung. Explizit bedeutet dies, dass das System
{\displaystyle {\frac {\partial u}{\partial {\bar {z}}_{j}}}=f_{j}}
von partiellen Differentialgleichungen für {\displaystyle j=1,\ldots ,n} gelöst werden muss. Der Differentialoperator {\displaystyle {\tfrac {\partial }{\partial {\bar {z}}_{j}}}} ist der Cauchy-Riemann-Operator.

### Notwendige Bedingung
Für {\displaystyle n>1} ist die Voraussetzung {\displaystyle {\bar {\partial }}f=0} notwendig. Man sieht dies, wenn man auf beiden Seiten der Gleichung den Dolbeault-Quer-Operator anwendet. So erhält man nämlich {\displaystyle {\bar {\partial }}{\bar {\partial }}u={\bar {\partial }}f}, da für den Dolbeault-Operator auf Differentialformen {\displaystyle {\bar {\partial }}{\bar {\partial }}=0} gilt, muss {\displaystyle {\bar {\partial }}f=0} gelten. Da {\displaystyle f} eine (0,1)-Form ist, bedeutet {\displaystyle {\bar {\partial }}f=0} nicht, dass {\displaystyle f} eine holomorphe Differentialform ist, denn nur (p,0)-Formen, die diese Gleichung erfüllen, heißen holomorph.

### Existenzaussage
Sei {\displaystyle f=(f_{1},\ldots ,f_{n})} eine (0,1)-Form mit {\displaystyle {\bar {\partial }}f=0} und {\displaystyle f_{j}\in C_{c}^{k}(\mathbb {C} ^{n})}. Dann existiert eine Funktion {\displaystyle u\in C_{c}^{k}(\mathbb {C} ^{n})}, so dass die Cauchy-Riemannsche Differentialgleichung {\displaystyle {\bar {\partial }}u=f} erfüllt ist.